# Sonia Ribes-Beaudemoulin
Sonia Ribes-Beaudemoulin (geborene Sonia Beaudemoulin; * 22. November 1953 in Saint-Pierre, Réunion), auch als Sonia Ribes bekannt, ist eine französische Ozeanographin und Biologin. Von 1991 bis 2019 war sie Chefkuratorin des Muséum d’histoire naturelle de La Réunion.

## Leben
Sonia Beaudemoulin wuchs im Süden von Réunion auf. Ihr Vater Paul Beaudemoulin war der stellvertretende Direktor der Zuckerfabrik in Grands Bois. Sie besuchte das Lycée Roland-Garros in Le Tampon und anschließend das Lycée Jules-Ferry in Paris. An der Universität Pierre und Marie Curie erlangte sie einen Master in Tierbiologie, gefolgt von einem Diplôme d’études approfondies (DEA) in biologischer Ozeanographie. 1978 wurde sie an der Universität des Mittelmeeres Aix-Marseille II mit der Dissertation La macrofaune vagile associée à la partie vivante des Scléractiniaires sur un récif frangeant de l'Ile de la Réunion (Océan indien) unter der Leitung von Jean-Marie Pérès zum Doktor der Naturwissenschaften promoviert.
Anschließend kehrte sie nach Réunion zurück, wo sie in der Sekundarstufe Mathematik in Saint-Denis (1979–1983) und Naturwissenschaften (1983–1990) unterrichtete.
1990 wurde sie zur Kuratorin und 1991 zur Chefkuratorin des Muséum d’histoire naturelle de La Réunion in Saint-Denis ernannt und trug durch zahlreiche wissenschaftliche Expeditionen und Partnerschaften mit Ländern im Indischen Ozean zum Ausbau der Sammlungen bei. Sie gilt als anerkannte Expertin im Bereich der marinen Biodiversität, insbesondere der Fauna von Korallenriffen. Sie initiierte einige Ausstellungen über das Meer, darunter Fotografien von James Caratini und Thierry Soriano im Jahr 1994, über Fische, die von Wissenschaftlern nach dem Ausbruch des Vulkans Piton de la Fournaise im April 2007 gesammelt wurden, über Haie sowie über eine  Expedition zum Meeresgebirge Mont La Pérouse.
Im Jahr 2007 wurde sie zur Vorsitzenden des wissenschaftlichen Rates des neu gegründeten Meeresnaturschutzgebiets ernannt. Sie ist außerdem Mitglied des wissenschaftlichen Rates des im selben Jahr gegründeten Nationalparks Réunion und des regionalen wissenschaftlichen Rates für Naturerbe. Sie ist Mitbegründerin des Vereins Vie Océane zur Erhaltung der Korallenriffe, Mitglied der Kommission für Natur, Landschaften und Sehenswürdigkeiten des Departements und Gründerin der Société d'Études Ornithologiques de La Réunion (SEOR). Sie war zudem an der Gründung des Salzmuseums in Saint-Leu beteiligt, das 2007 eröffnet wurde.

## Dedikationsnamen und Ehrungen
E. Nicholas Arnold und Roger Bour benannten 2008 die ausgestorbene Geckoart  Nactus soniae von Réunion zu Ehren von Sonia Ribes-Beaudemoulin. Ferner erhielt sie die Auszeichnungen Chevalier des Ordre des Arts et des Lettres, Offizier der Ehrenlegion, Officier de l’Ordre national du Mérite sowie den Titel Frau des Jahres 2008 für die Region Réunion.

## Schriften
- mit Cecile Mourer-Chauvire, Roger Bour und Francois Moutou: The Avifauna of Reunion Island (Mascarene Islands) at the Time of the Arrival of the First Europeans. Smithsonian Contributions to Paleobiology 89, 1999, S. 1–38.
- Merveilles sous-marines: La vie récifale à La Réunion. Fotografien von James Caratini und Thierry Soriano, 2002, ISBN 2-9519074-0-0
- Biodiversité, le vivant dans tous ses états, une exposition du Muséum d’histoire naturelle de la Réunion. 2003
- Animaux des jardins créoles. Illustrationen von François Malbreil. Océan éditions, coll. «Animaux des Mascareignes», 2006, ISBN 2-907064-94-0
- mit Patrick Durville: Les poissons des récifs coralliens. Illustrationen und Fotografien von Alain Diringer. Océan éditions, coll. «Animaux des Mascareignes», 2007, ISBN 978-2-916533-15-5
- Les animaux des récifs coralliens. Océan éditions, coll. «Animaux des Mascareignes», 2008, ISBN 978-2-916533-44-5
- Biodiversité de La Réunion. 6 Bände, coordination scientifique. Muséum d’histoire naturelle de La Réunion, 2008
- mit Chantal Conand, Florence Trentin, Thierry Mulochau und Émilie Boissin: Oursins, étoiles de mer & autres échinodermes : Biodiversité de La Réunion. La Réunion, Les éditions du Cyclone, 2016, ISBN 979-10-94397-04-6
- Coquillages, nudibranches et autres mollusques de La Réunion. Éditions du cyclone, 2019, ISBN 979-10-94397-14-5
- mit Grégory Cazanove: À la découverte des araignées de La Réunion. Éditions du volcan, 2020, ISBN 979-10-94397-11-4
- Résonances – Le Louvre à La Réunion, 2021, ISBN 978-2-9561277-1-0